# Canasmoro
Canasmoro es una localidad boliviana perteneciente al municipio de San Lorenzo, ubicado en la provincia de Méndez del departamento de Tarija. En cuanto a distancia, Canasmoro se encuentra a 20 km de la ciudad de Tarija, la capital departamental, a 8 km de San Lorenzo. 
La localidad cuenta con una población de 1156 habitantes (según el Censo INE 2012) y está situada a 2081 metros sobre el nivel del mar.

## Historia
Canasmoro se incorporó como cantón en 1843. Hay dos hipótesis sobre el origen del nombre de la localidad. Uno se relaciona con la existencia de plantas de carrizo y caña de azúcar que prosperan en las orillas del río, y moreras que alguna vez fueron abundantes y ahora casi han desaparecido. Se dice que el término Canasmoro se originó de la combinación de las dos palabras “cañas” (caña de azúcar) y “morus” (morera).
Otra hipótesis es que los primeros pobladores fueran de ascendencia árabe, por lo que se asocia a Canasmoro con el término "moro", "moros canosos".
En 1905 se fundó en Canasmoro la primera unidad rural y escuela itinerante, hoy en Canasmoro se forman maestros para las comunidades rurales del departamento de Tarija.

## Población
La población de la localidad ha aumentado significativamente en las últimas dos décadas:
| Año  | Habitantes | Fuente                  |
| ---- | ---------- | ----------------------- |
| 1992 | 636        | Censo boliviano de 1992 |
| 2001 | 730        | Censo boliviano de 2001 |
| 2012 | 1156       | Censo boliviano de 2012 |